# Escobar (apellido)
Escobar es un apellido de origen leonés. Según el Instituto Nacional de Estadística, en España hay algo más de 50.000 personas que portan este apellido.

## Origen
El origen del apellido está en los montes de la provincia de León en el noroeste de España, que posteriormente se difundió por toda España. La historia y heráldica del apellido Escobar aparece en el libro "Apellidos y Escudos sevillanos y cordobeses y que pasaron a Indias", escrito por José María de Mena. Estos apellidos proceden en su mayor parte de los doscientos caballeros de linaje que participaron en la reconquista de Sevilla, en el año 1248 (De Mena, 1993). Gran parte de estos apellidos son anteriores a la invasión de España por los moros, es decir, que se remontan a época visigoda, e incluso a época romana. Algunos de los descendientes de estos sevillanos permanecieron durante años en el exilio en León, Asturias o Galicia, tras lo cual regresaron a Sevilla.

### Variante portuguesa
La variante portuguesa del apellido es "Escovar", apellido poco frecuente que desde el norte de Portugal se llevó a las Islas Canarias (en concreto, a Santa Cruz de Tenerife) a través de la instalación de familias portuguesas en la zona. Más tarde se llevó a América. Muchos de los actuales descendientes de estas familias luso-canarias en América, radicados sobre todo en países como Colombia y Venezuela, son principalmente criollos americanos. Algunas personalidades que portan este apellido son Ramón Escovar Salom, político y escritor venezolano; Narciso Díaz de Escovar (1860-1935), escritor, abogado, poeta, historiador, dramaturgo y periodista español; y Alberto Escovar Wilson-White (arquitecto colombiano). En España hay menos de cincuenta personas con este apellido, siendo en Portugal y en América Latina, de igual manera, poco frecuente. La historia y heráldica del apellido Escovar aparece en el Armorial Lusitano de António Sérgio, así pues, los Escovar son, o bien de origen portugués, o tienen ramas en Portugal. Es importante resaltar que la nobleza portuguesa están emparentada con la castellano-leonesa y gallega y que, por otro lado, Portugal estuvo durante algún tiempo unida a España, lo cual es importante al determinar los orígenes del apellido Escovar.
En Los Apellidos en Canarias, obra del investigador Dr. Carlos Platero Fernández, se indica que el apellido Escovar tiene rama en las Islas Canarias. En su obra, el autor detalla la heráldica e historia de muchos apellidos que desde otros lugares de Europa fueron llevados a las Islas Canarias.

### Heráldica
Las armas principales del apellido, según detalla Fernando González-Doria, son: en campo de oro, cinco escobas de sinople atadas con una cinta de gules y puestas en sotuer. Otros: en oro, cinco escobas de sinople, atadas con una cinta de gules y puestas en aspa. Otros: en plata, siete armiños de sable. Otros: en plata, cinco escobas de azur, liadas de gules, puestas en aspa, bordura también de plata anagramada de sable, con esta leyenda: 

"Barrieron el campo de sus enemigos."